# Avenida de Kansas City
La Avenida de la Kansas City es una de las vías más importantes de la ciudad de Sevilla (España) y constituye la principal ruta de acceso al centro de la ciudad desde la A-4 y E-5 para los vehículos procedentes de Córdoba y Madrid y para los viajeros procedentes del Aeropuerto de Sevilla. Se extiende desde la avenida Luis Montoto hasta la glorieta Fuerte de Navidad, muy cerca del Nudo de la Gota de Leche en el que confluyen la N-IV con la ronda de Circunvalación de Sevilla (SE-30). Consta de seis carriles asfaltados en doble dirección, separados por una mediana central y un carril de servicio lateral en cada sentido. A lo largo de la acera de los pares se encuentran los bloques de viviendas del Polígono de San Pablo y el Palacio de los Deportes de Sevilla, en el lado de los impares se encuentra la fachada lateral de la estacíón ferroviaria de Sevilla-Santa Justa. 

## Historia
El nombre actual de la vía procede del 25 de marzo de 1969, anteriormente formaba parte de la llamada autopista de San  Pablo que se correspondía con el trazado de la carretera  Madrid-Cádiz al entrar en la ciudad de Sevilla. El motivo del cambio de denominación fue el hermanamiento de las ciudades de Sevilla y Kansas City (Misuri).

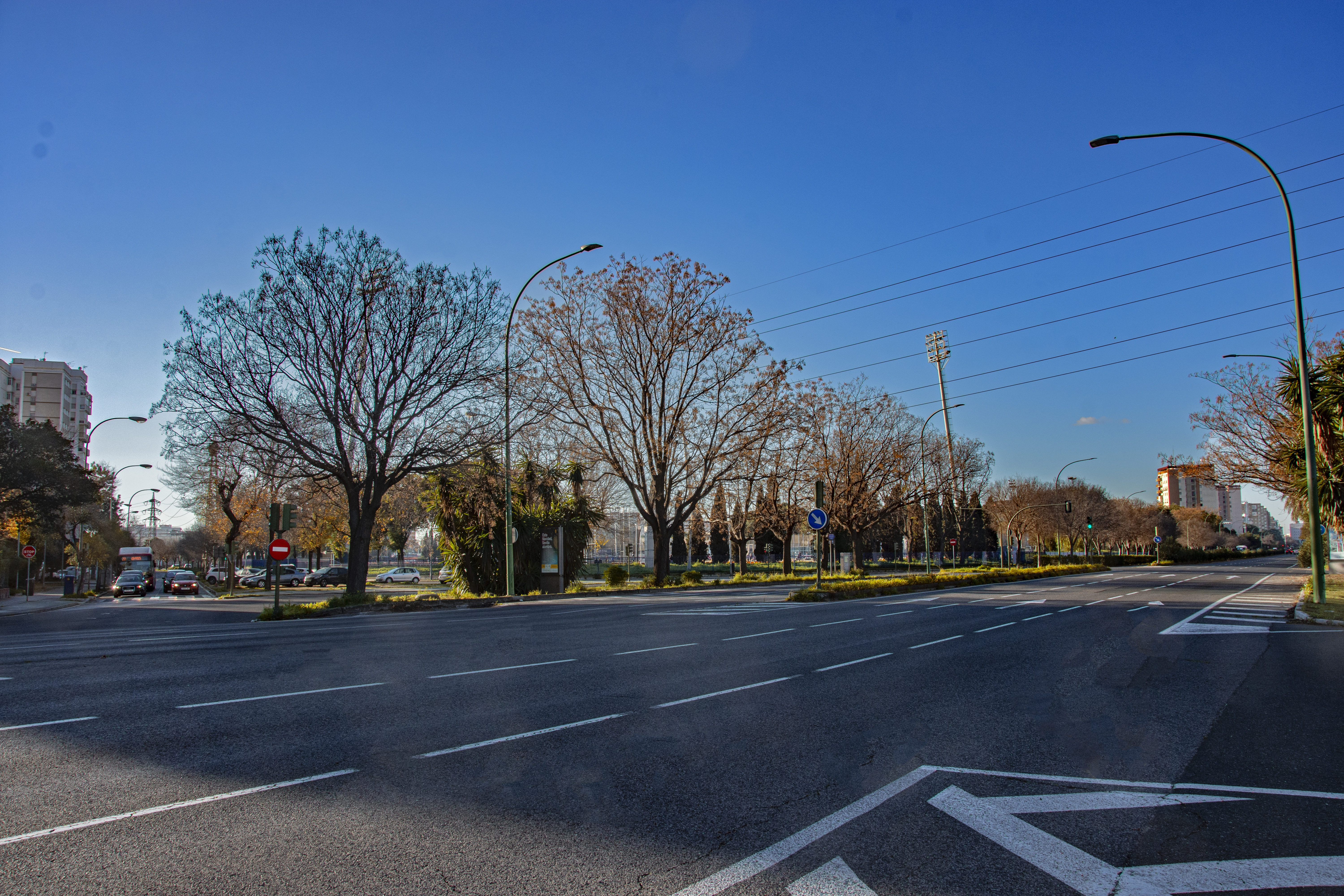
Glorieta Rafael Gordillo en la Avenida de Kansas City

Existía un puente que cruzaba la vía para salvar el cauce del arroyo Tamarguillo, en este lugar tuvo lugar a las 13 horas del 19 de diciembre de 1961 un grave accidente ocasionado por la caída de una avioneta sobre el público congregado para presenciar la entrada en la ciudad de la Operación Clavel, una caravana de camiones que transportaban socorros para los damnificados por la riada del Tamarguillo de 1961.

## Lugares de interés
- Tanque de tormentas. Es un depósito subterráneo de planta rectangular para almacenar aguas pluviales. Tiene unas dimensiones de 174  por 40 metros y una capacidad máxima de 63 300 metros cúbicos. Permite encauzar el agua cuando se producen fuertes lluvias y evitar inundaciones cuando las redes de saneamiento se saturan. Este depósito es uno de los mayores de Andalucía y se encuentra situado entre la avenida de Kansas City y la calle 28 de febrero, en superficie se ha construido una zona ajardinada con espacios deportivos y juegos infantiles.[7]
- Polideportivo San Pablo. Dispone de campo de rugby de hierba natural, pista de atletismo, pabellón polideportivo cubierto con capacidad para 7 425 espectadores, gimnasio y rocódromo.[8]

## Monumentos

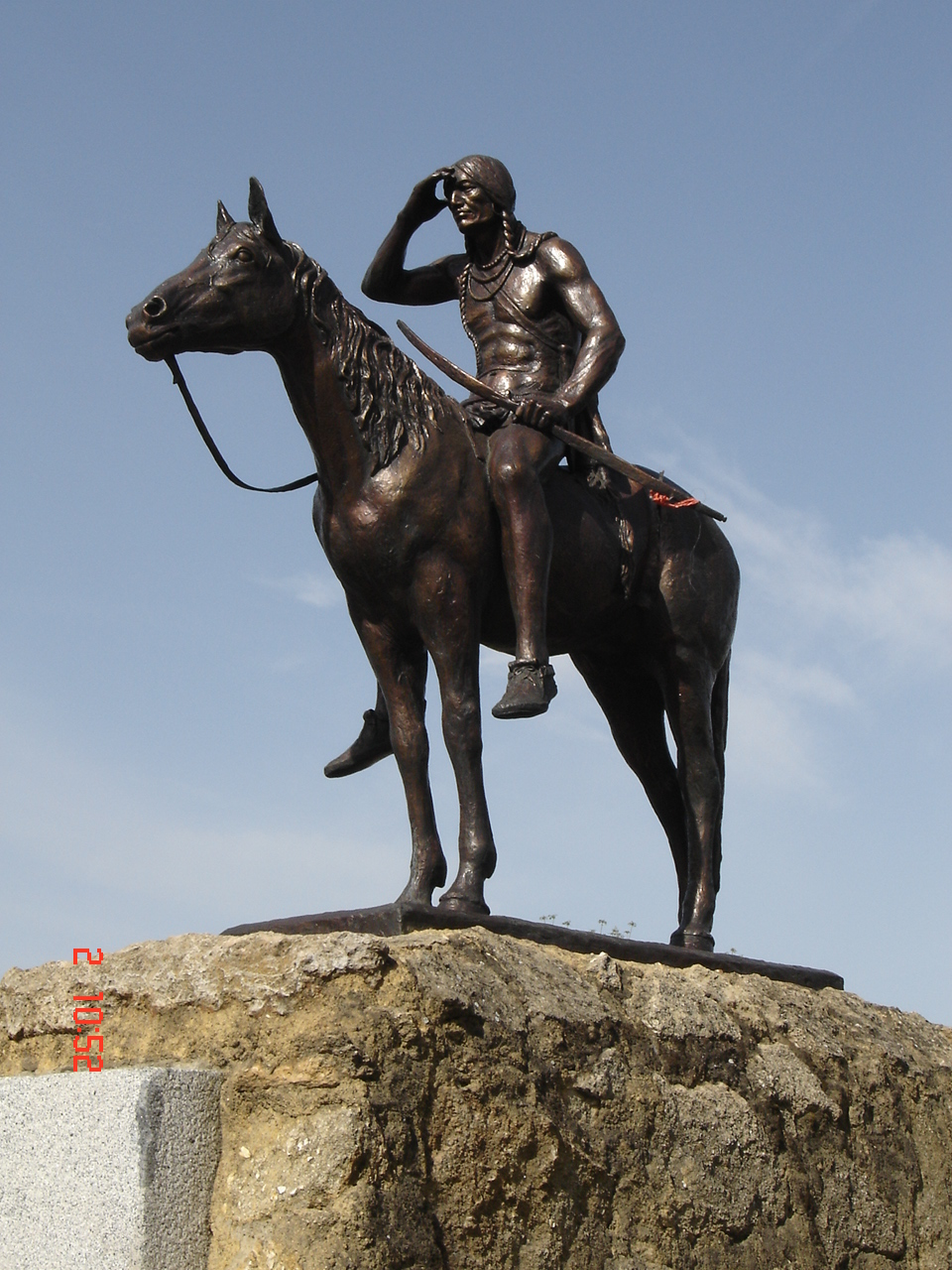

- El Explorador (Sevilla). Es una obra del escultor norteamericano Cyrus Edwin Dallin que representa a un indio sioux a caballo oteando el horizonte. Es una reproducción en bronce a menor tamaño de la pieza original. Está ubicado en la intersección de la avenida de Kansas City con la avenida del Greco.[9]
- Monumento a la Libertad. Está basado en un boceto de Manuel Echegoyan. Es una estructura de acero de 10 metros de altura en la que se representa esquemáticamente una figura humana. Se encuentra situado en una rotonda junto a la entrada principal de la estación de Santa Justa.[10]

## Transporte
- La línea 28 de TUSSAM que realiza el recorrido entre Parque Alcosa y Prado San Sebastián transcurre a lo largo de la avenida y dispone de diferentes paradas.
- Línea especial Aeropuerto (EA) de TUSSAM que conecta el aeropuerto de Sevilla con la estación de autobuses de Plaza de Armas[11]
- Línea 20. Conecta el Polígono de San Pablo con la Plaza Ponce de León cruzando la avenida de Kansas City.
- Línea 2 de TUSSAM. Es una línea transversal (Torre Sevilla - Polígono de San Pablo - Estadio Benito Villamarín), en su recorrido cruza la avenida de Kansas City donde realiza una parada.